# زمستان است (فیلم)
زمستان است فیلمی به کارگردانی رفیع پیتز و با بازیگری میترا حجار است.
فیلم زمستان است بر اساس داستان سفر محمود دولت‌آبادی ساخته شده‌است.

## داستان فیلم
زمستان است ماجرای خانواده ای است که از فقر و تنگدستی رنج می برند، به همین دلیل مرد خانواده برای تأمین معاش، راهی سفر به خارج از کشور می‌شود. در همین زمان که دیگر خبری از مرد نمی‌شود، کارگر جوانی که به تازگی برای کار وارد این منطقه شده‌است، پایش به زندگی آن‌ها باز می‌شود. این کارگر که «مرحب» نام دارد، پس از دیدن چند باره زن، دل به او می بازد و سپس با او ازدواج می‌کند. اما مرحب نیز که کار خود را از دست می‌دهد، ناچار به سفر می‌رود و داستان ادامه می یابد…